# Loubet Coast

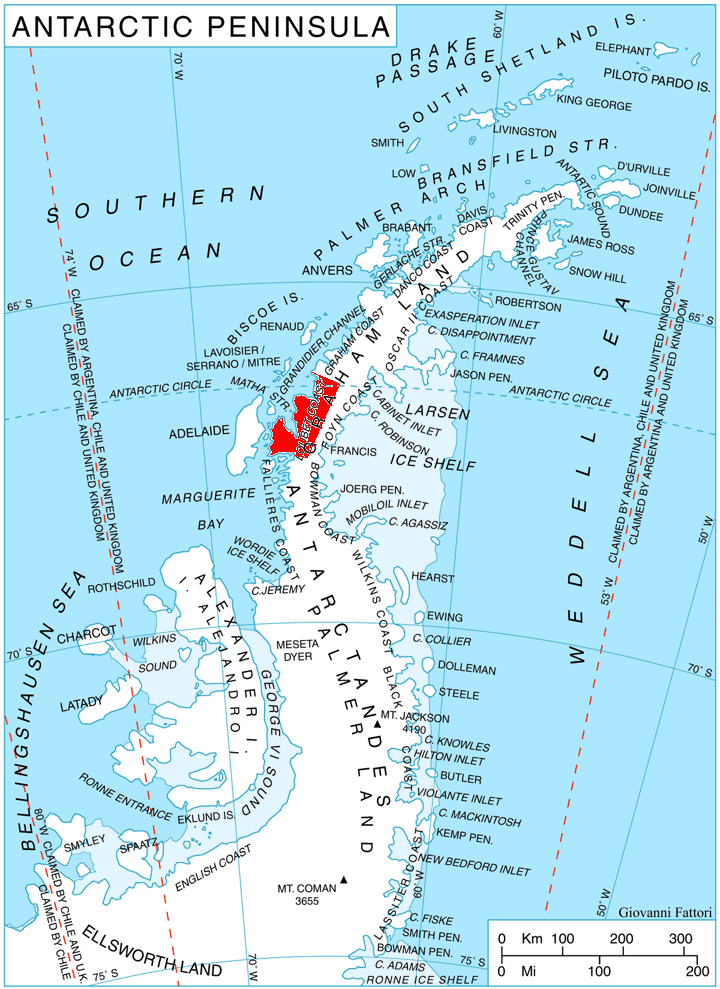
Wybrzeże na mapie Półwyspu Antarktycznego

Wybrzeże Loubeta (ang. Loubet Coast) – część zachodniego wybrzeża Ziemi Grahama na Półwyspie Antarktycznym, pomiędzy Wybrzeżem Grahama a Wybrzeżem Fallières’a. Na zachód od niego leży Wyspa Adelajdy i południowe Wyspy Biscoe.
Granice tego wybrzeża wyznaczają przylądek Cape Bellue i fiord Bourgeois. Wybrzeże w styczniu 1905 roku zbadała Francuska Wyprawa Antarktyczna pod dowództwem Jean-Baptiste Charcota, który nazwał je na cześć ówczesnego prezydenta Francji, Emile’a Loubeta.